# Central Highlands Region
Koordinaten: 23° 31′ S, 148° 9′ O

Die Central Highlands Region ist ein lokales Verwaltungsgebiet (LGA) im australischen Bundesstaat Queensland. Das Gebiet ist 59.835 km² groß und hat etwa 28.000 Einwohner.

## Geografie
Die Region liegt im Osten des Staats im Landesinneren etwa 660 km nordwestlich der Hauptstadt Brisbane.
Größte Ortschaft und Verwaltungssitz der LGA ist Emerald mit etwa 11.000 Einwohnern. Zur Region gehören folgende Stadtteile und Ortschaften: Albinia, Alsace, Arcadia Valley, Arcturus, Argyll, Balcomba, Barnard, Bauhinia, Belcong, Bingegang, Blackwater, Bluff, Boolburra, Buckland, Bundoora, Cairdbeign, Capella, Carbine Creek, Carnarvon Park, Cheeseborough, Chirnside, Comet, Cona Creek, Consuelo, Coomoo, Coorumbene, Cotherstone, Crinum, Dingo, Dromedary, Duaringa, Emerald, Fork Lagoons, Gainsford, Gindie, Goomally, Goowarra, Gordonstone, Hibernia, Humboldt, Jellinbah, Khosh Bulduk, Lilyvale, Lochington, Lowesby, Lowestoff, Mackenzie, Mantuan Downs, Mimosa, Minerva, Mount Macarthur, Mungabunda, Nandowrie, Oombabeer, Orion, Retro, Rewan, Rhydding, Rolleston, Springsure, Stewarton, The Gemfields, Theresa Creek, Tieri, Togara, Wallaroo, Wealwandangie, Willows, Wooroona und Wyuna.
Das Woorabinda Shire, ein von Aborigines verwaltetes Gebiet, liegt innerhalb der Central Highlands Region.

## Geschichte
Die heutige Central Highlands Region entstand 2008 aus den vier Shires Bauhinia, Duaringa, Emerald und Peak Downs.

## Verwaltung
Der Central Highlands Regional Council hat neun Mitglieder. Der Mayor (Bürgermeister) und acht weitere Councillor werden von allen Bewohnern der Region gewählt. Die LGA ist nicht in Wahlbezirke unterteilt.